# Barcaz
Barcaz (sinonime barcă cu motor; șalupă) este o ambarcațiune de serviciu curent în porturi, rade și la gurile fluviilor, destinată transporturilor rapide de persoane și materiale sau pentru remorcaje ușoare, fiecare tip purtând denumirea sa specifică.
Unele nave oceanice mari au la bord o asemenea ambarcațiune. 
Poate fi puntată sau nepuntată și are propulsie mecanică.
Tot barcaz se numește și o ambarcație cu o capacitate de 10 până la 100 de tone, care poate naviga cu vele, la remorcă sau cu autopropulsie, folosită mai ales de pescari. 
Denumirea provine, la origine, din limba italiană barcaccia = "barcă mare" și desemna cea mai mare barcă din dotarea unei nave de luptă.